# Robert Nozick
Robert Nozick (ur. 16 listopada 1938 w Brooklynie, zm. 23 stycznia 2002 w Cambridge w USA) – amerykański filozof, profesor Uniwersytetu Harvarda, przedstawiciel libertarianizmu.

## Życiorys
Pochodził z żydowskiej rodziny emigrantów z Rosji. 
Urodził się na Brooklynie. W 1959 otrzymał tytuł magistra uniwersytetu Columbia w Nowym Jorku, a w 1963 tytuł doktora Uniwersytetu Princeton. Pracował początkowo na Uniwersytecie Princeton i Uniwersytecie Rockefellera, by w 1969 uzyskać profesurę Uniwersytetu Harvarda, z którym pozostał związany do końca swojej kariery. Był członkiem Amerykańskiej Akademii Sztuk i Nauk i prezydentem wschodniego oddziału Amerykańskiego Towarzystwa Filozoficznego.
Jego żoną była poetka Gjertrud Schnackenberg. Wykładał na Uniwersytecie Harvarda. Został pochowany na cmentarzu Mount Auburn.

## Teoria sprawiedliwości
Najbardziej znanym dziełem Nozicka jest Anarchia, państwo, utopia (1974). Nozick przeprowadza w nim krytykę teorii sprawiedliwości Johna Rawlsa i przedstawia własną teorię sprawiedliwości opartą na zasadach libertariańskich . 
Nozick nie zgadzał się z Rawlsowską koncepcją sprawiedliwości jako bezstronności (justice as fairness), i opracowanymi przez niego zasadami sprawiedliwej dystrybucji dóbr. Nozick określa jedynie trzy podstawowe zasady sprawiedliwości, przy których zachowaniu, rezultaty wymiany dóbr określa się jako sprawiedliwe:  
- zasada pierwszego nabywania - określa w jaki sposób można sprawiedliwie nabyć (zawłaszczyć) dobra w sposób pierwotny,
- zasada sprawiedliwego transferu - określa, że osoba nabywająca w sposób dobrowolny dobra od osoby uprawnionej, staje się osobą uprawnioną do ich posiadania,
- zasada naprawy krzywd - określa, że nikt nie jest uprawniony do posiadania dóbr, jeśli nie wszedł w ich posiadanie na mocy jednej z dwóch powyższych zasad. Tym samym, jego posiadanie jest traktowane jako niesprawiedliwe i musi zostać naprawione.

Nozick, podobnie jak inni libertarianie, sprzeciwiał się kontroli i ograniczeniom dobrowolnych transferów, uznając np. że ich opodatkowanie jest niesprawiedliwe.W konsekwencji dla Nozicka jedynym sprawiedliwym państwem jest państwo minimalne .

## Pozostałe prace
Anarchia, państwo, utopia pozostaje najbardziej znaną pracą Nozicka. Jest to jednak praca młodzieńcza i w późniejszym okresie autor nie podejmował więcej zagadnień z tego tematu. Jego pozostałe prace filozoficzne podejmowały zagadnienia epistemologiczne (prawda, obiektywność, wiedza, problem Gettiera), filozofii umysłu (świadomość, wolna wola), zagadnienia teorii decyzji oraz metafilozofii (zagadnienia metody i argumentacji filozoficznej).